# Kuckuck (Pritzwalk)
Kuckuck (bis August 2011 offiziell Kuckuk) ist ein zum Ortsteil Sadenbeck gehörender Wohnplatz der Stadt Pritzwalk, einer Kleinstadt im Landkreis Prignitz im Nordwesten des Landes Brandenburg. Bis zum 31. Dezember 2002 war Kuckuck ein Ortsteil der bis dahin eigenständigen Gemeinde Sadenbeck.

## Lage
Der Ort liegt nordöstlich der Kernstadt Pritzwalk. Am östlichen und südlichen Ortsrand fließt die Dömnitz, am nordöstlichen Ortsrand verläuft die A 24. Nördlich erstreckt sich der Sadenbecker Stausee und westlich Naturschutzgebiet Sadenbecker Brandhorst und seit dem Jahr 2018 Teile des rund 160 ha großen Naturschutzgebietes Dömnitz.

## Geschichte
Kuckuck wurde 1897 als Ausbausiedlung von Sadenbeck gegründet. Der Ortsname leitet sich vom Kuckucksbach ab, der in der Nähe der Siedlung in die Dömnitz fließt. Als Teil der Gemeinde Sadenbeck gehörte Kuckuck bis 1952 zum Landkreis Ostprignitz, zunächst in der preußischen Provinz Brandenburg und ab 1945 in der Sowjetischen Besatzungszone, aus der im Oktober 1949 die DDR entstand. Bei der Kreisreform am 25. Juli 1952 kam Kuckuck zum neu gebildeten Kreis Pritzwalk im Nordwesten des Bezirks Potsdam.
Nach der Wiedervereinigung lag Kuckuck erst im Landkreis Pritzwalk im Land Brandenburg, der am 6. Dezember 1993 im neuen Landkreis Prignitz aufging. Am 31. Dezember 2002 wurde die Gemeinde Sadenbeck und damit auch der Ort Kuckuck nach Pritzwalk eingemeindet.

## Sehenswürdigkeiten
In der Liste der Baudenkmale in Pritzwalk ist für Kuckuck das Wohnhaus Kuckuckstraße 1 als einziges Baudenkmal aufgeführt.

## Sport
Der Name des Fußballvereins Prignitzer Kuckuck Kickers nahm Bezug auf den Ort, der Verein selbst war jedoch im benachbarten Sadenbeck ansässig. Die Prignitzer Kuckuck Kickers spielten zwischenzeitlich in der fünftklassigen Brandenburg-Liga, der Verein wurde Anfang 2011 aufgelöst.